# Jens Seipenbusch

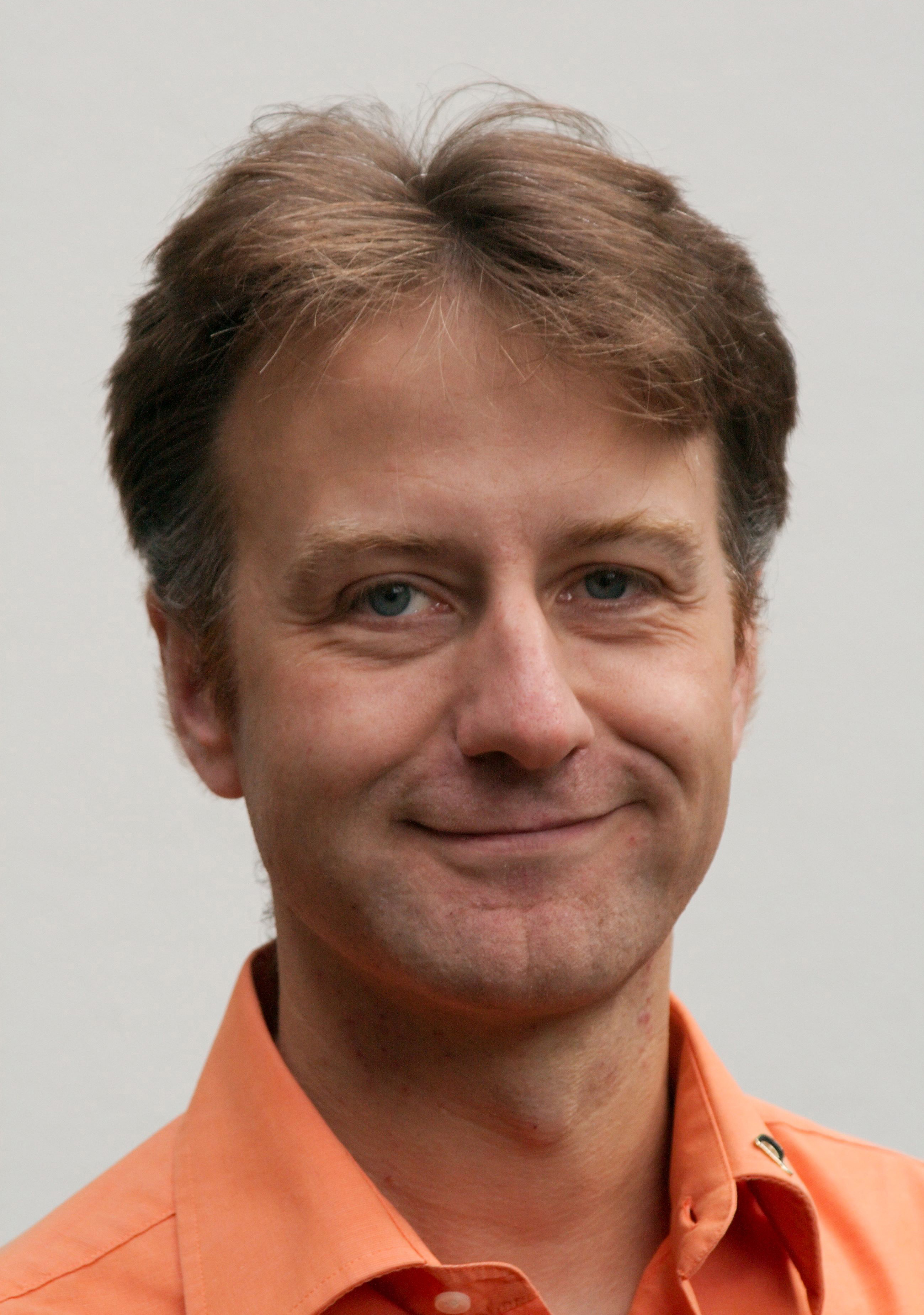
Jens Seipenbusch

Jens Seipenbusch (Wuppertal, 6 augustus 1968) is een Duitse politicus voor de Piratenpartei.
Seipenbusch, een mede-oprichter van zijn partij, studeerde fysica bij de Westfälische Wilhelms-Universität in Münster. Hij was partijleider vanaf mei 2007 tot mei 2008, en daarna één jaar fractieleider, alvorens was partijleider vanaf juli 2009 tot mei 2011.